# Conseil exécutif de Slovénie
Pour les articles homonymes, voir Exécutif.
Le Conseil exécutif de la République socialiste de Slovénie, puis de la République de Slovénie, est le premier gouvernement multipartite de l'histoire de la Slovénie. Il était présidé par Alojz Peterle.
Il était constitué par la coalition DEMOS.
C'est sous son mandat qu'a été proclamée l'indépendance de la Slovénie, le 23 décembre 1990.
Le mandat du gouvernement a débuté le 16 mai 1990 et s'est achevé le 14 mai 1992.
| Portefeuille                                                                           | Titulaire                  |
| -------------------------------------------------------------------------------------- | -------------------------- |
| Président                                                                              | Alojz Peterle              |
| Vice-Président Chargé des Activités sociales                                           | Matija Malešič             |
| Vice-Président Chargé des Affaires économiques                                         | Jože Mencinger             |
| Vice-Président Chargé des Affaires économiques                                         | Andrej Ocvirk (08.05.1991) |
| Vice-Président Chargé de la Protection de l'environnement et du Développement régional | Leopold Šešerko            |
| Comité du Marché et des Affaires économiques générales                                 | Maks Bastl                 |
| Ministre du Commerce                                                                   | Jožef Jeraj (12.02.1992)   |
| Secrétaire pour les Affaires intérieures                                               | Igor Bavčar                |
| Comité de la Santé et de la Sécurité sociale                                           | Katja Boh                  |
| Ministre de la Santé, de la Famille et de la Sécurité sociale                          | Božidar Voljč (15.01.1992) |
| Comité des PME                                                                         | Viktor Brezar              |
| Comité de la Culture                                                                   | Andrej Capuder             |
| Membre du Conseil exécutif Chargé des Expatriés et des Minorités                       | Janez Dular                |
| Comité des Anciens combattants et Handicapés                                           | Franc Godeša               |
| Comité de la Législation                                                               | Alojz Janko                |
| Secrétaire pour la Défense nationale                                                   | Janez Janša                |
| Comité de la Protection de l'environnement et de l'Aménagement du territoire           | Miha Jazbinšek             |
| Comité de l'Information                                                                | Stane Stanič               |
| Secrétaire pour l'Information                                                          | Jelko Kacin (24.04.1991)   |
| Comité des Transports et des Communications                                            | Marjan Krajnc              |
| Secrétaire pour les Finances                                                           | Marko Kranjec              |
| Secrétaire pour les Finances                                                           | Dušan Šešok (09.05.1991)   |
| Comité de l'Agriculture, des Forêts et de l'Alimentation                               | Jožef Jakob Osterc         |
| Comité du Tourisme et de la Restauration                                               | Ingo Paš                   |
| Secrétaire pour la Justice et l'Administration                                         | Rajko Pirnat               |
| Comité du Travail                                                                      | Jožefa Puhar               |
| Comité de l'Industrie et de la Construction                                            | Izidor Rejc                |
| Comité de la Coopération internationale                                                | Dimitrij Rupel             |
| Comité de la Recherche et de la Technologie                                            | Peter Tancig               |
| Comité de l'Energie                                                                    | Miha Tomšič                |
| Comité du Développement social                                                         | Igor Umek                  |
| Comité de l'Education et des Sports                                                    | Peter Ferdinand Vencelj    |